# Mireuksa

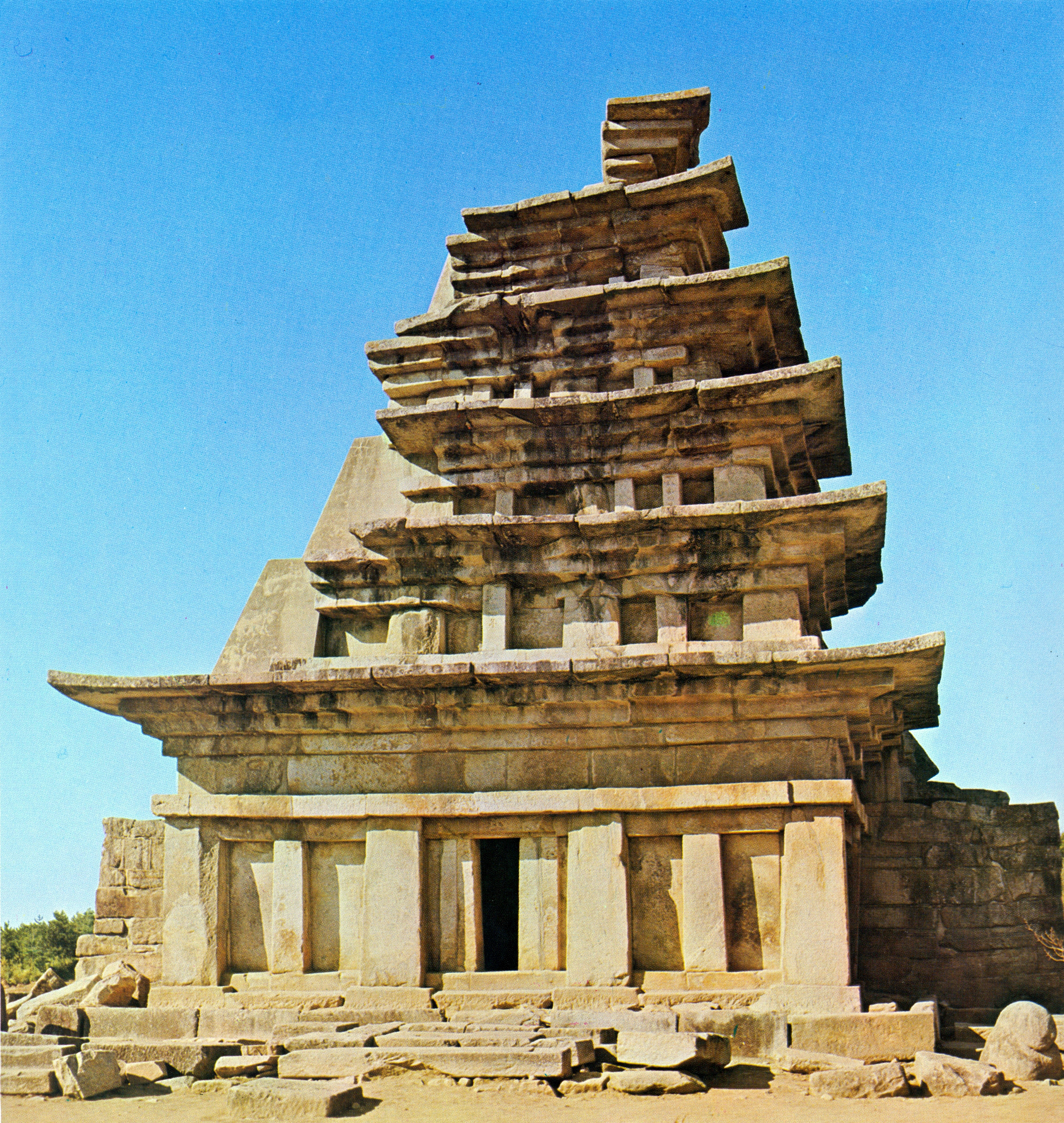
La pagoda oeste del templo Mireuksa.

El templo Mireuksa fue el templo más grande en Baekje, tres reinos de Corea. El rey Mu de Baekje lo estableció en 602 que está ubicado en 36.012083 N, 127.031028 E. T en la ciudad de Iksan, Jeolla del Norte, Corea del Sur. El sitio del templo se excavó en 1980 con diversas relíquias sobre la arquitectura de Baekje. Espacialmente, la pagoda en Mireuksa es una de dos Baekje pagodas y más grande entre las pagodas de la antigüedad.
La leyenda sobre la creación del templo se busca en el clásico coreano Samguk Yusa.  Rey Mu y su reino observaron la visión de Maitreya Buddha alrededor del estanque en la montaña Yonghwasan. Entonces el rey dio orden de establecer el templo Mireuksa. Dice que había sido la pagoda maderera de nueve pisos en el centro del templo.
Se desgina como el lugar histórico N˚150 y se reconstruyó parcialmente con el museo dedicado a la cultura de Baekje y budismo.  En el sitio del templo, se excavaron las faroras de piedra y la primera piedra que sostuve la estructura del templo.

## Tesoro nacional surcoreano N˚11
La pagoda de piedra en Mireuksa fue designado al tesoro nacional en diciembre de 1962. Tiene gran significado: la más grande y antigua pagoda hasta ahorita; la demuestra la técnica de Baekje como los ingenieros adaptaron la forma de la pagoda maderera a la de piedra. Está ubicado en el oeste del templo.
La forma de la pagoda ayuda a los estudiosos a pensar en las pagodas marederas de la antigüedad porque, hasta ahora, ninguna pagoda de madera sobrevive en Corea. Sin embargo, aunque tiene 6 pisos, no se tiene certeza sobre cuantos pisos tuvo en su tiempo.

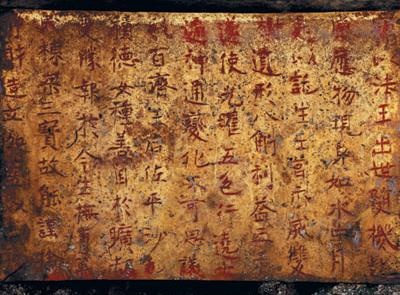
La tabla de oro que se descubrió en la pagoda oeste.

En el proceso de excavación en 2009, la tabla de oro se descubrió desde la pagoda oeste. La tabla conserva inscripción en chino de ambos lados, diciendo cuando y porque el templo se construyó. En las letras de la tabla usaron tintura roja.
La inscripciones originalmente dicen:
|  | (front) 竊以法王出世隨機赴 感應物現身如水中月 是以託生王宮示滅雙 樹遺形八斛利益三千 遂使光曜五色行遶七 遍神通變化不可思議 我百濟王后佐平沙乇 積德女種善因於曠劫 受勝報於今生撫育萬 民棟梁三寶故能謹捨 淨財造立伽藍以己亥 | (rear) 年正月卄九日奉迎舍 利願使世世供養劫劫 無盡用此善根仰資大 王陛下年壽與山岳齊 固寶曆共地同久上弘 正法下化蒼生又願王 后卽身心同水鏡照法 界而恒明身若金剛等 虛空而不滅七世久遠 并蒙福利凡是有心俱 成佛道 |

## Preservación y restauración
En 1910 solamente la pagoda oeste permanece en toda parte del templo. En 1914, los japoneses usaron cemento para renovarla. En el posterior del siglo ⅩⅩ, los arqueólogos coreanos empezaron la excavación. El material de los cementos se quitaron en 1999. La restauración completa de la pagoda finalizó en junio de 2018. La pagoda este se reconstruyó bajo el diseño de la pagoda oeste.